# 石田正実
石田 正実（いしだ まさみ、1909年6月26日 - 1997年4月1日）は、日本の経営者。出光興産社長、会長を務めた。福岡県宗像市出身。

## 経歴・人物
1936年に東北帝国大学法文学部を卒業し、1938年に出光商会に入社した。1947年に出光興産取締役に就任し、常務、専務を経て、1968年に副社長に就任し、1972年に社長に昇格した。1977年に会長に就任し、1981年から取締役相談役を務めた。
1975年から1979年までに石油連盟会長を務め、1980年から1986年までに日経連副会長も務めた。
1987年に勲一等旭日大綬章を受章した。
1997年4月1日急性呼吸不全のために福岡県筑紫野市の自宅で死去。87歳没。